# Liu Jing-rong
Liu Jing-rong (羅繼然T, Luó JìránP; 1936 – 28 aprile 1989) è stato un cestista taiwanese.

## Carriera
Con Taiwan ha disputato i Campionati mondiali del 1959.